# تپه پول دره
تپه پول دره مربوط به سده‌های میانه دوران‌های تاریخی پس از اسلام است و در شهرستان زنجان، بخش مرکزی، دهستان قلتوق، ۱/۸ کیلومتری جنوب شرقی روستای دهشیر سفلی واقع شده و این اثر در تاریخ ۱۸ اسفند ۱۳۸۷ با شمارهٔ ثبت ۲۵۳۲۴ به‌عنوان یکی از آثار ملی ایران به ثبت رسیده‌است.